# Estación de Maliaño
Maliaño es un apeadero ferroviario situado en el municipio español de Camargo, en la comunidad autónoma de Cantabria. Dispone de servicios de Media Distancia. Forma parte también de la línea C-1 de Cercanías Cantabria operada por Renfe. 

## Situación ferroviaria
La estación se encuentra en el punto kilométrico 508,103 de la línea férrea de ancho ibérico Palencia-Santander a 8,10 metros de altitud. Históricamente dicho kilometraje se corresponde con el trazado Madrid-Santander por Palencia y Alar del Rey. 

## La estación
Forma parte de los nuevos apeaderos construidos por RENFE en la década de los 90 para el núcleo de Cercanías Santander (actual Cercanías Cantabria). En este caso, en junio de 1999, sustituyó al apeadero de Camargo, menos céntrico. Como todos ellos dispone de un único andén lateral al que accede la vía principal. Los viajeros disponen de una marquesina y de zonas de asientos como únicos equipamientos reseñables.

## Servicios ferroviarios

### Media Distancia
Los trenes de Media Distancia que unen Valladolid con Santander tienen parada en la estación. La frecuencia mínima es de dos trenes diarios en ambos sentidos. 
| Línea MD | Servicio        | Origen/Destino          | Paradas intermedias | Destino/Origen          |
| -------- | --------------- | ----------------------- | --- | ----------------------- |
| 20       | Regional Exprés | Valladolid-Campo Grande | Valladolid-Universidad · Cabezón de Pisuerga · Corcos-Aguilarejo · Cubillas de Santa Marta · Dueñas · Venta de Baños · Palencia · Monzón de Campos · El Carrión · Amusco · Piña · Frómista · Osorno · Espinosa de Villagonzalo · Herrera de Pisuerga · Alar del Rey · Mave · Aguilar de Campoo · Quintanilla de las Torres · Mataporquera · Reinosa · Bárcena · Los Corrales de Buelna · Torrelavega · Renedo · Maliaño · Valdecilla | Santander               |
| 20       | Regional Exprés | Valladolid-Campo Grande | Valladolid-Universidad · Cabezón de Pisuerga · Corcos-Aguilarejo · Cubillas de Santa Marta · Dueñas · Venta de Baños · Palencia · El Carrión · Piña · Frómista · Osorno · Espinosa de Villagonzalo · Herrera de Pisuerga · Alar del Rey · Aguilar de Campoo · Mataporquera · Reinosa · Bárcena · Los Corrales de Buelna · Torrelavega · Renedo · Maliaño · Valdecilla                                                                | Santander               |
| 20       | Regional Exprés | Santander               | Valdecilla · Maliaño · Renedo · Torrelavega · Los Corrales de Buelna · Bárcena · Reinosa · Mataporquera · Aguilar de Campoo · Alar del Rey · Herrera de Pisuerga · Espinosa de Villagonzalo · Osorno · Frómista · Piña · El Carrión · Palencia · Venta de Baños · Valladolid-Universidad | Valladolid-Campo Grande |

### Cercanías
Forma parte de la línea C-1 de la red de Cercanías Cantabria. Veinticuatro trenes en ambos destinos unen Maliaño con Santander. Dos minutos bastan para cubrir el trayecto.
| procedencia/destino | < estación     | Línea | estación > | destino/procedencia                 |
| ------------------- | -------------- | ----- | ---------- | ----------------------------------- |
| Santander           | Muriedas-Bahía |       | Boo        | RenedoLos Corrales de BuelnaReinosa |